# Lonelily
 "Lonelily"  é uma canção do cantor irlandês Damien Rice. A canção foi lançada como o lado A do single de mesmo nome, trazendo "Mondy Mooday" como lado B. Teve uma tiragem limitade de quinhentas cópias. A arte da capa é obra do próprio Damien Rice.
"Lonelily" foi gravada por Rice em um estúdi móvel em Monkstown.

## Faixas

### Lonelily
- celo - Vyvienne Long
- vocais, violão,baixo, letra - Damien Rice
- bateria -Tom Osander (Tomo)

### Moody Mooday
- Bateria -Tom Osander (Tomo)
- vocais - Lisa Hannigan
- vocais, guitarra e baixo - Damien Rice